# 上石津パーキングエリア
上石津パーキングエリア（かみいしづパーキングエリア）は、岐阜県養老郡上石津町（現:大垣市）の名神高速道路（西宮方面のみ）にあったパーキングエリア。
名神高速下り線（西宮方面）においては、当PAは雪害に見舞われることの多い関ヶ原を控えた位置にあり、降雪時のタイヤチェーン装着場としての意味合いが強かった。そのため、西宮方面のみ設置され、パーキングエリアの設備も自動販売機はおろかトイレすら無く、本線への誘導路も極めて短かった。
1978年関ケ原～彦根IC間のルート変更の際、新ルートとなった今須トンネル手前に残った旧ルート跡地（本パーキングエリアよりも広大な敷地）が臨時のタイヤチェーン装着場の役割を行うようになった上、近年になって関ヶ原地区への高速道路本線における各種融雪装置の整備が進み、この区間ではチェーン規制を行わないようになったことなどからほとんど利用されなくなったため2001年（平成13年）に廃止された。現在は中日本高速道路株式会社（NEXCO中日本）の管理用施設に転用されている。

## 道路
- E1名神高速道路

## 歴史
- 1964年（昭和39年）9月6日：一宮ICから関ヶ原IC間の開通と共に供用開始。
- 2001年（平成13年）12月20日：パーキングエリアを廃止。日本道路公団（現：中日本高速道路株式会社）の管理用施設に転用する。

## 施設
- 駐車場(身体障害者用1台のみ)
- ゴミ箱(分別なし)
- 簡易トイレが設置されている事が有った。

## 隣
E1 名神高速道路
(26)大垣IC - (26-1)養老JCT - 養老SA - （上石津PA） - (27)関ヶ原IC